# Il canone del male
Il canone del male (悪の教典?, Aku no kyōten) è un film giapponese del 2012; scritto e diretto da Takashi Miike, si tratta dell'adattamento dell'omonimo romanzo dello scrittore Yusuke Kishi pubblicato per la prima volta nel 2010.
Il film contiene molti riferimenti alla cultura tedesca, da citazioni ripetute del primo libro di Goethe intitolato I dolori del giovane Werther fino alla canzone Die Moritat von Mackie Messer scritta da Bertold Brecht.

## Trama
Seiji, insegnante d'inglese, è amato dai propri studenti e stimato dai colleghi. Laureatosi ad Harvard ha poi lavorato per due anni in una banca europea specializzata in investimenti; è tornato infine in Giappone per poter proseguire con la sua carriera d'insegnante di liceo. Tuttavia il fascino e la simpatia che Seiji riesce a manifestare esteriormente non sono altro che una maschera della propria autentica natura.
Egli nasconde una personalità da sociopatico, del tutto incapace di provare la minima empatia nei confronti degli altri esseri umani: dopo aver freddamente assassinato entrambi i genitori all'età di quattordici anni Seiji è diventato col tempo un assassino diabolicamente astuto. Durante la sua permanenza negli Stati Uniti incontra un'altra persona con i suoi stessi gusti ed assieme riescono ad uccidere molte persone.
Infine Seiji uccide anche la propria compagna dopo di che, tornato in patria, decide di affrontare i problemi dell'ambiente scolastico - come il bullismo e le prepotenze dei genitori degli alunni - ricorrendo sistematicamente all'omicidio. Dopo un massacro avvenuto all'interno della scuola viene catturato dalla polizia mentre già stava pianificando una via di fuga.
Seiji calcola subito di utilizzare l'instabilità della propria condizione mentale come difesa legale al processo che gli si apre davanti.

## Distribuzione
È stato presentato in anteprima al Festival internazionale del film di Roma 2012.